# Pre-preg
Pre-preg è un termine utilizzato per indicare materiali compositi fibrorinforzati "pre-impregnati" nei quali un materiale matrice, come la resina epossidica, è già presente. Le fibre, di tipo continuo, si dispongono in genere a formare un tessuto, mentre la matrice viene utilizzata per fissarle tra di loro ed eventualmente con altri componenti durante la produzione. La matrice viene solo parzialmente reticolata, di modo che sia possibile manipolarla facilmente; ciò prende il nome di materiale di stadio B e richiede conservazione a basse temperature per evitare il completamento della reticolazione. I pre-preg di stadio B sono sempre conservati in aree raffreddate dal momento che il calore accelera la polimerizzazione. Perciò, strutture composite fatte di pre-preg avranno bisogno di un forno o di un'autoclave per la reticolazione.
Ci sono vari vantaggi e svantaggi del processo di pre-preg di stadio B in confronto al sistema di iniezione a camera calda. Il pre-preg permette di impregnare le fibre su superfici lavorabili piatte, ovvero in processi industriali, e successivamente dare alle fibre impregnate una forma che sarebbe problematica per il sistema di iniezione a camera calda. Il pre-preg inoltre permette di impregnare un significante numero di fibre per poi essere conservate in un'area raffreddata per lunghi periodi, procedendo alla reticolazione successivamente. Sfortunatamente il processo può essere dispendioso in termini di tempo, comparato al sistema di iniezione a camera calda, così un maggior costo per la preparazione del pre-preg è nella fase della fornitura del materiale.

## Vantaggi del materiale
Recenti progressi dei processi fuori autoclave (Out-of-Autoclave - OOA) promettono di migliorare le prestazioni e abbattere i costi delle strutture composite. Utilizzando solo sacchi a vuoto (vacuum-bag-only - VBO) per la pressione atmosferica, i nuovi processi OOA promettono di fornire meno dell'1% di impurità richieste dalle strutture primarie aerospaziali. Condotta dagli scienziati dei materiali alla Air Force Research Laboratory, la tecnica permetterebbe di risparmiare sui costi di costruzione ed installazione su autoclavi di grandi dimensioni ($100M risparmiati dalla NASA) e rendere la produzione su piccola scala di 100 velivoli economicamente accessibile.